# Rhizoprionodon acutus
Rhizoprionodon acutus är en hajart som först beskrevs av Ruppell 1837.  Rhizoprionodon acutus ingår i släktet Rhizoprionodon och familjen revhajar. Inga underarter finns listade i Catalogue of Life.
Denna haj blir vanligen 110 cm lång och de största exemplaren var 178cm långa. Analfenan börjar tydlig före den andra ryggfenan. Nosen är spetsig.
Arten förekommer från östra Atlanten över Indiska oceanen till västra Stilla havet. Den når norrut till Marocko, Sinaihalvön och södra Japan. Exemplaren vistas nära kusterna och dyker till ett djup av 200 meter. Individerna blir könsmogna vid en längd av 55 till 90 cm. Honor lägger inga ägg utan föder upp till tio ungar per tillfälle. De är vid födelsen 25 till 45 cm långa. Rhizoprionodon acutus kan leva åtta år. Ofta ligger ett år mellan parningen och födseln. Födan utgörs av mindre benfiskar, kräftdjur, bläckfiskar och havslevande blötdjur.
Denna haj fiskas som matfisk och den hamnar som bifångst i fiskenät. Enligt uppskattningar minskade hela beståndet med 30 till 49 procent under 15 till 22 år före 2020. IUCN kategoriserar arten globalt som sårbar.